# Segnale discreto

Campionamento di un segnale

Segnale digitale

Segnale discreto risultante

Per segnale discreto o segnale tempo-discreto si intende una successione di valori di una certa grandezza dati in corrispondenza di una serie di valori discreti nel tempo. In altri termini, è una funzione, o un segnale, con valori forniti in corrispondenza ad una serie di tempi scelti nel dominio dei numeri interi. Ciascun valore della successione è chiamato campione e si ottiene tramite l'operazione di campionamento. 

## Caratteristiche
A differenza dei segnali continui, un segnale discreto non è funzione di una variabile continua, pur potendo essere ottenuto campionando un segnale continuo. Quando un segnale discreto è composto da una serie di valori ottenuti in corrispondenza di istanti spaziati uniformemente nel tempo, si dice che è associato ad una particolare frequenza di campionamento; la frequenza di campionamento non è direttamente desumibile nella sequenza dei valori campionati, ma può essere fornita come dato separato. 

### Acquisizione
I segnali discreti possono avere diverse origini, ma in linea di massima le tecniche di acquisizione rientrano in uno dei due seguenti gruppi:
- Campionamento a frequenza costante o variabile di un segnale analogico.
- Totalizzando i valori assunti da una variabile entro dati intervalli di tempo. Ad esempio: il numero di persone che usano ogni giorno un certo ascensore.

### Segnali digitali
Un segnale digitale è un segnale discreto che può assumere soltanto valori appartenenti ad un insieme discreto. Il procedimento di conversione di un segnale continuo campionato in valori di tempo discreti in un segnale digitale è detta quantizzazione. Questo procedimento, noto anche come conversione analogico-digitale, provoca perdita di informazione in quanto i valori effettivamente assunti dal segnale sono troncati o arrotondati. Quindi i segnali digitali sono sempre un'approssimazione dei segnali a valore continuo da cui originano. Esempi di segnali digitali sono quelli ad 8-bit (256 livelli, cioè valori), 16-bit (65,536 livelli), 32-bit (4,3 miliardi di livelli), e così via. Anche se spesso il numero di livelli di un segnale digitale viene espresso da potenze di due, la definizione vale anche per un qualsiasi altro numero di quantizzazioni.